# Ectaetia christii
Ectaetia christii är en tvåvingeart som beskrevs av Rotheray och Thomas Horsfield 1997. Ectaetia christii ingår i släktet Ectaetia och familjen dyngmyggor. Arten har ej påträffats i Sverige. Inga underarter finns listade i Catalogue of Life.